# Jacques Expert
Pour les articles homonymes, voir Expert (homonymie).
Jacques Expert, né en 1956 à Bordeaux, est un journaliste, dirigeant de l'audiovisuel et écrivain français.

## Biographie
Jacques Expert, né en 1956 à Bordeaux, est journaliste à Radio Caraïbes International en 1981, participe à Radio 7 (1982 - 1983), puis grand reporter à France Inter et France Info couvrant notamment l'affaire Grégory. En 1988, il devient rédacteur en chef de Ciel mon Mardi.
En 1998, il devient directeur des magazines de M6 et directeur des programmes de Paris Première en 2001.
De 2012 à 2018, il est directeur des programmes de RTL.
Il mène parallèlement à cela une carrière d'écrivain, auteur notamment de nombreux romans policiers inspirés de faits divers. Il travaille comme scénariste pour la télé et le cinéma.
Il est l'époux de Valérie Expert.

## Œuvres

### Roman
- Ne nous quittons pas
  - Paris : Albin Michel, 05/2017, 298 p.  (ISBN 978-2-226-39638-9)
  - Paris : le Grand livre du mois, 2017, 298 p.  (ISBN 978-2-286-15337-3)
  - Paris : Le Livre de Poche n° 34952, 05/2018, 276 p.  (ISBN 978-2-253-07410-6)

### Thrillers
- La Femme du monstre
  - Paris : Anne Carrière, 10/2007, 265 p.  (ISBN 978-2-84337-474-6)
  - Paris : France loisirs, 2008, 279 p.  (ISBN 978-2-298-01378-8)
  - Paris : Le Livre de Poche Thriller n° 31522, 10/2009, 217 p.  (ISBN 978-2-253-12556-3)

- La Théorie des six
  - Paris : Anne Carrière, 11/2008, 321 p.  (ISBN 978-2-84337-519-4)
  - Paris : le Grand livre du mois, 2008, 321 p.  (ISBN 978-2-286-04993-5)
  - Paris : France loisirs, coll. "Thriller", 2009, 390 p.  (ISBN 978-2-298-02373-2)
  - Paris : Le Livre de Poche Thriller n° 31956, 09/2010, 249 p.  (ISBN 978-2-253-12870-0)

- Ce soir je vais tuer l'assassin de mon fils
  - Paris : Anne Carrière, 01/2010, 254 p.  (ISBN 978-2-8433-7564-4)
  - Paris : Le Livre de Poche Thriller n° 32206, 05/2011, 220 p.  (ISBN 978-2-253-15723-6)

- Adieu
  - Paris : Sonatine, 09/2011, 327 p.  (ISBN 978-2-35584-084-5)
  - Paris : le Grand livre du mois, 2011, 327 p.  (ISBN 978-2-286-08303-8)
  - Paris : Le Livre de Poche Thriller n° 32934, 03/2013, 398 p.  (ISBN 978-2-253-16637-5)

- Qui ?
  - Paris : Sonatine, 04/2013, 318 p.  (ISBN 978-2-35584-183-5)
  - Paris : Le Livre de Poche Thriller n° 33324, 04/2014, 377 p.  (ISBN 978-2-253-17608-4)

- Deux gouttes d'eau
  - Paris : Sonatine, 01/2015, 330 p.  (ISBN 978-2-35584-316-7)
  - Paris : France loisirs, 2016, 367 p.  (ISBN 978-2-298-10918-4)
  - Paris : Le Livre de Poche Thriller n° 33832, 06/2016, 378 p.  (ISBN 978-2-253-09285-8)

- Tu me plais
  - Paris : Le Livre de Poche Thriller n° 33835, 06/2015, 184 p.  (ISBN 978-2-253-19120-9)

- Hortense
  - Paris : Sonatine, 06/2016, 316 p.  (ISBN 978-2-35584-502-4)
  - Paris : Éditions de Noyelles, 2016, 316 p.  (ISBN 978-2-298-11609-0)
  - Paris : Le Livre de Poche Thriller n° 34585, 05/2017, 345 p.  (ISBN 978-2-253-08668-0)

- Sauvez-moi
  - Paris : Sonatine, 06/2018, 396 p.  (ISBN 978-2-3558-4606-9)
  - Paris : Éditions de Noyelles, 2018, 396 p.  (ISBN 978-2-286-15957-3)
  - Lu par Florian Wormser. Paris : Lizzie, 11/2018. Format MP3.  (ISBN 979-10-366-0196-5)
  - Paris : Le Livre de Poche Thriller n° 35352, 03/2019, 445 p.  (ISBN 978-2-253-25833-9)

- Le Jour de ma mort
  - Paris : Sonatine, 04/2019, 318 p.  (ISBN 978-2-3558-4757-8)
  - Paris : Le Livre de Poche Thriller n° 35728, 09/2020, 381 p.  (ISBN 978-2-253-18131-6)

- Plus fort qu'elle
  - Paris : Calmann-Lévy, coll. "Calmann-Lévy noir", 10/2020, 342 p.  (ISBN 978-2-7021-6759-5)
  - Montpellier : Ookilus, 01/2021, 523 p.  (ISBN 978-2-490138-85-2)
  - Paris : Le Livre de Poche Thriller n° 36267, 09/2021, 345 p.  (ISBN 978-2-253-07944-6)

- Le Carnet des rancunes
  - Paris : Calmann-Lévy, coll. "Calmann-Lévy noir", 02/2022, 355 p.  (ISBN 978-2-7021-8468-4)
  - Montpellier : Ookilus, 09/2022, 469 p.  (ISBN 978-2-38323-035-9)
  - Paris : Le Livre de Poche Thriller n° 36769, 02/2023, 341 p.  (ISBN 978-2-253-94023-4)

- Le Grand Test
  - Paris : Calmann-Lévy, coll. "Calmann-Lévy noir", 09/2023, 442 p.  (ISBN 978-2-7021-8528-5)
  - Paris : FL éditions, 2024, 442 p.  (ISBN 978-2-298-19122-6)
  - Montpellier : Ookilus, 01/2024, 429 p.  (ISBN 978-2-38323-097-7)
  - Paris : Le Livre de Poche Thriller n° 37775, 10/2024, 409 p.  (ISBN 978-2-253-24980-1)

- Je suis Amélie Lenglet / avec Philippe Balland
  - Paris : Calmann-Lévy, coll. "Calmann-Lévy noir", 04/2024, 388 p.  (ISBN 978-2-7021-8896-5)
  - Paris : FL éditions, 2025, 388 p.  (ISBN 978-2-298-19476-0)
  - Montpellier : Ookilus, 06/2025, 438 p.  (ISBN 978-2-38323-128-8)
  - Paris : Le Livre de Poche Thriller n° 38042, 04/2025, 402 p.  (ISBN 978-2-253-25314-3)

- Ma sœur
  - Paris : Calmann-Lévy, coll. "Calmann-Lévy noir", 05/2025, 350 p.  (ISBN 978-2-7021-8529-2)

### Essais
- La Grande Histoire du football martiniquais / avec Christian Cabrera.
  - Fort-de-France : Desormeaux, 1982, 227 + 293 p.  (ISBN 2-85275-014-7) (vol. 1).  (ISBN 2-85275-015-5) (vol. 2)

- La Longue Peine / avec Emmanuel Laurentin.
  - Paris : Calmann-Lévy, 1989, 201 p.  (ISBN 2-7021-1838-0)

- Gens de l'Est
  - Paris : La Découverte, coll. « Enquêtes », 1992, 248 p.  (ISBN 2-7071-2126-6)

- La France qui gagne : Atlanta 1996
  - Genève ; Paris : Liber, 1996, 100 p.  (ISBN 2-88143-090-2)

- Grands Criminels de l'histoire / avec la collaboration de Roland Brénin.
  - Coéd. Radio France L'Express Roularta, 08/2022, 281 p.  (ISBN 978-2-8434-3932-2)
  - Paris : Groupe Express Roularta : France info, 2013, 217 p.  (ISBN 978-2-84343-988-9)
  - Rééd. sous le titre Scènes de crime : 60 portraits de meurtriers célèbres. Coéd. Presses de la Cité-L'Express, coll. "Documents", 06/2015, 410 p.  (ISBN 978-2-258-11328-2)

### Nouvelles
- Ne nous quittons pas, dans Enfant, je me souviens : nouvelles, anthologie au profit d'Unicef. Paris : le Livre de poche n° 34216, 05/2016.  (ISBN 978-2-253-06950-8)
- Bernard-Henri, dans l'anthologie À peine entré dans la librairie... La Griffe noire, 30 ans. Paris : Télémaque, 06/2018, p. 113-123.  (ISBN 978-2-7533-0357-7)
- En manque, nouvelle en libre téléchargement sur le site des éditions Calmann-Lévy. Paris : Calman-Lévy, 04/2020, 15 p.  (ISBN 9782702180839)
- Crime parfait, dans La Nouvelle du lendemain, anthologie numérique organisée pendant le confinement par la Ligue de l’Imaginaire, le festival Lisle noir et Cultura, 04/2020[6].
- Le Tout Petit Pousset, dans Storia : 17 auteurs de thrillers s'engagent pour ELA, anthologie sous la direction de Bertrand Pirel. Paris : Hugo poche, coll. "Suspense" n° 202, 10/2020, p. 363-383.  (ISBN 978-2755685176)
- Vocabulaire impropre à la consommation, dans Objectif terre, anthologie au profit d'Unicef. Paris : Le Livre de Poche n° 36121, 05/2021, p. 93-103.  (ISBN 978-2-253-10382-0)
- Le Goûteur, dans Déguster le noir, anthologie sous la direction d'Yvan Fauth. Paris : Belfond, coll. "Belfond noir", 06/2023, p. 237-255.  (ISBN 978-2-7144-9749-9). Rééd. HarperCollins, coll. "HarperCollins poche Noir" n° 725, 03/2025, p. 229-246.  (ISBN 979-10-339-1951-3)
- Un amour fou et éternel, dans L'Amour fou, anthologie sous la dir. de Caroline Vallat. Paris : Récamier, 02/2024, p. 87-99.  (ISBN 978-2-38577-093-8)

### Collectifs
- L’Enfance, c’est… / par 120 auteurs ; textes illustrés par Jack Koch ; préf. Aurélie Valognes. Paris : Le Livre de poche, novembre 2020.  (ISBN 978-2-253-08202-6)
- Le Livre, c'est... / par 120 autrices et auteurs ; textes illustrés par Jack Koch ; préf. Franck Thilliez. Paris : Fleuve noir éditions, mars 2024.  (ISBN 978-2-265-15800-9)

### Postface
- Grégory / Pat Perna & Christophe Gaultier ; postf. Jacques Expert. Paris : Les Arènes BD, 10/2024, 140 p.  (ISBN 979-10-375-1258-1)

## Adaptations
- Ce soir je vais tuer l'assassin de mon fils, adapté à la télévision par Pierre Aknine en 2013.
- Deux gouttes d'eau, adapté pour France Télévision par Nicolas Cuche en 2018.
- Hortense, adapté pour France Télévisions, par Ingrid Desjours et Bruno Lecigne, en 2020
- Le Jour de ma mort est un téléfilm franco-belge réalisé par Jérôme Cornuau et diffusé pour la première fois en Belgique le 25 février 2024 sur La Une et en France le 2 septembre 2024 sur France 2.

## Prix littéraires et distinctions
- 2013 : Sélection Prix des lecteurs Le Livre de Poche, pour Adieu.
- 2016 : Sélection Prix  des lecteurs Le Livre de Poche, pour Deux gouttes d'eau.
- 2017 : Sélection Prix des lecteurs Le Livre de Poche, pour Hortense.
- 2019 : Sélection Prix des lecteurs Le Livre de Poche, pour Sauvez-moi.
- 2023 : Sélection Prix des lecteurs Le Livre de Poche, pour Carnet des rancunes.
- 2025 : Sélection Prix des lecteurs Le Livre de Poche, pour Je suis Amélie Lenglet.